# Bellerive Oval
Das Bellerive Oval ist ein Stadion im australischen Bellerive, Hobart. Es wird hauptsächlich für Sportveranstaltungen wie Cricket und Australian Football verwendet.

## Geschichte
Die Ursprünge des Stadions liegen im späten 19. Jahrhundert als in der Umgebung des heutigen Stadions Australian Football und Cricket Spiele durchgeführt wurden. Im Jahr 1913 wurde das Land von der örtlichen Stadtregierung gekauft und als Sportfläche ausgewiesen. Bis zu den 1970er Jahren fanden nur geringe Entwicklungen in der Infrastruktur statt. Erst mit dem Umzug des Tasmanian Cricket Councils hierher im Jahre 1977 wurde ein das Stadion erheblich erweitert. Zum Ende des 20. Jahrhunderts wurden das Stadion renoviert und es standen seit der Eröffnung 2003 16.000 Sitzplätze zur Verfügung. Eine weitere Entwicklung zum Jahr 2015 erhöhte die Sitzplatzzahl auf derzeit 20.000.

## Nutzung

### Cricket
Seit 1977 ist das Stadion sitz des tasmanian Cricket Councils und wird von deren Mannschaften genutzt. Der erste Test fand hier im Jahr 1989 statt. Beim Cricket World Cup 1992 fanden hier zwei und beim 2015 drei Vorrundenspiele statt. Beim T20 World Cup 2022 war das Bellerive Oval Austragungsort von sechs Vorrundenspielen und zwei Partien in der Super 12.

### Australian Football
Das Stadion wurde zunächst hauptsächlich für regionale Australian Football Ligen genutzt. Seit 2012 trägt die North Melbourne Kangaroos einige Heimspiele in der Australian Football League aus.